# Аеро-механика
Аеро-механика је наука која проучава законе равнотеже гасова у кретању и мировању, и њихово међудјеловање са чврстим тијелима. Саставни је дио науке о механици флуида која проучава законе кретања и равнотеже течности и гасова и чврстих тијела у њима. 
Аеро-механика обухвата аеродинамику и аеростатику.